# Walt Disney Presents: Annette
Pour les articles homonymes, voir Annette.
Ne doit pas être confondu avec Walt Disney Presents.
Walt Disney Presents: Annette est une série télévisée américaine en 19 épisodes, en noir et blanc, créée par Lillie Hayward d'après le roman Margaret de Janette Sebring Lowrey (en) et diffusée du 11 février au 7 mars 1958 sur le réseau ABC dans l'émission The Mickey Mouse Club.
Cette série est inédite dans tous les pays francophones.

## Synopsis
Une jeune fille de la campagne déménage en ville chez son oncle et sa tante et doit principalement apprendre à vivre avec son nouvel entourage dont celui de l'école.

## Distribution
- Annette Funicello : Annette McCleod
- Tim Considine : Steve Abernathy
- David Stollery (en) : Mike Martin
- Jymme Shore (en) : Laura Rogan
- Judy Nugent (en) : Jet Maypen
- Doreen Tracey (en) : Val Abernathy
- Shelley Fabares : Moselle Corey
- Steve Stevens : Drew Stafford
- Rudy Lee : Olmstead "Steady" Ware
- Sharon Baird : Kitty Blalock
- Barry Curtis (en) : Court Whitney
- Tommy Cole (en) : Jimmy Smith
- Cheryl Holdridge (en) : Madge Markham
- Bonnie Lynn Fields (en) : Pat Boren
- Doris Packer : Mme Abernathy
- Mary Wickes : Katie
- Richard Deacon : Oncle Archie McCleod
- Sylvia Field : Tante Lila McCleod

## Fiche technique
- Réalisateur : Charles Lamont
- Scénario : Lillie Hayward d'après Janette Sebring Lowrey (en)
- Musique originale : Jimmie Dodd (en)
- Musique additionnelle : Bill Walsh
- Producteur : Bill Walsh, Walt Disney
- Directeur de production : Mike Holoboff

## Épisodes
1. The Newcomer
2. Annette Meets Jet
3. An Invitation
4. The Escort
5. The Party
6. Paying The Piper
7. The Missing Necklace
8. What Happened At School
9. Almost A Fight
10. Steady Gets An Idea
11. The Explosion
12. The Turned Down Invitation
13. Annette Makes A Decision
14. The Hayride
15. The Barbecue
16. The Fight
17. The Farewell Letter
18. Mike To The Rescue
19. The Mystery Is Solved

## Commentaires
La chanson titre Annette a été écrite et composée par Jimmie Dodd (en), présentateur du Mickey Mouse Club lors d'un épisode de 1956. Une version remixée avec des messages de Frankie Avalon, Shelley Fabares, Paul Anka, Tommy Sands et Mickey Mouse a été édité en 1993 dans un coffret double intitulé Annette: A Musical Reunion with America's Girl Next Door.
La série a été éditée en DVD aux États-Unis en 2008 dans la collection Walt Disney Treasures.